# Calosota purpurata
Calosota purpurata är en stekelart som beskrevs av Karl-Johan Hedqvist 1970. Calosota purpurata ingår i släktet Calosota och familjen hoppglanssteklar. Inga underarter finns listade.